# Dibróm-difluormetán
A dibróm-difluormetán a metán halogénezett származéka. Színtelen, nem gyúlékony folyadék.
A Halon 1211, 2402 és 1301 vegyületekkel együtt a leghatékonyabb tűzoltó halon, de az egyik legmérgezőbb is egyben.
Az ózonlebontó anyagok I. osztályába tartozik.

## Fizikai tulajdonságai
| Tulajdonság                     | Érték               |
| ------------------------------- | ------------------- |
| Sűrűség (ρ) 15 °C-on (folyadék) | 2,3063 g·cm−3       |
| Kritikus hőmérséklet (Tc)       | 198,3 °C (471,3 K)  |
| Kritikus nyomás (pc)            | 4,13 MPa (40,8 bar) |
| Törésmutató (n) 20 °C-on, D     | 1,398               |
| Dipólusmomentum                 | 0,7 D               |
| Ózonlebontó potenciál (ODP)     | 0,4 (CCl3F = 1)     |

## Fordítás
Ez a szócikk részben vagy egészben a Dibromodifluoromethane című angol Wikipédia-szócikk ezen változatának fordításán alapul.  Az eredeti cikk szerkesztőit annak laptörténete sorolja fel. Ez a jelzés csupán a megfogalmazás eredetét és a szerzői jogokat jelzi, nem szolgál a cikkben szereplő információk forrásmegjelöléseként.